# Двокрапка
Двокра́пка (:) — розділовий знак у вигляді двох розташованих одна над іншою крапок (:), вживаний, щоб зазначити, що частина тексту після нього пов'язана причинами, поясненнями і іншими смисловими стосунками з частиною тексту перед ним.
У математиці двокрапка є одним з можливих позначень операції ділення (при цьому симетрично відбивається з обох сторін); в іншому значенні відокремлює знак відображення та його область визначення і безліч значень: запис f: A → B означає, що функція f відображає A на B (при цьому пробіл ставиться тільки після двокрапки).
У фонетичній транскрипції двокрапка після знака звука означає його довготу (в цьому значенні вона скоріше є акцентованим знаком).

## Історія вживання
Двокрапка поряд з іншими розділовими знаками у давнину вживалася для відокремлення слів і відрізків тексту один від одного. У «Грамматіці словенскій» Лаврентія Зизанія (1596) двокрапка вживається у значенні, близькому до сучасної крапки з комою, а Мелетій Смотрицький у своїй «Грамматіки славенский правилное Синтагма» (1619) називає його «двоєточієм». У «Российской грамматике» Михайла Ломоносова (1755) вже сформульовано вживання двокрапки у значенні, близькому до сучасного.

## В українській мові
Згідно з сучасними правилами українського правопису, якщо перед однорідними членами речення стоїть узагальнювальне слово або словосполучення, що вказує на перелік, то перед першим однорідним членом або словом, яке до нього відноситься, ставиться двокрапка:
У густій мряці, білій як молоко, все пропадало: небо, гори, ліси, пастухи. (Михайло Коцюбинський).
Несуть пани есаули
Козацькую збрую:
Литий панцир порубаний,
Шаблю золотую,
Три рушниці-гаківниці
І три самопали… (Шевченко).
Заснув, знечувся й коли, і снилися красиві коні: сірі, гніді, вороні. (Василь Симоненко).
Двокрапка ставиться перед однорідними членами речення й тоді, коли нема узагальнювального слова, якщо тільки перед переліком робиться попереджувальна пауза, а однорідні члени речення читаються з перелічувальною інтонацією:
Та в цю хвилину двері розчинились
і ввійшли: якийсь рудобородий
в довгому старім плащі подертім;
з лірою ж за ним дідок кошлатий,
що все кашляв та все очі мружив;
іще й третій, що безруко щуливсь,
лиш рукав сорочки теліпався. (Павло Тичина).
Двокрапка ставиться між двома реченнями, що входять до складу безсполучникового складного речення, якщо друге речення розкриває зміст першого речення в цілому або одного з його членів, а також указує на причину того, про що йдеться в першому реченні:
Лаврін не поганяв волів: він забув і про воли, і про мішки й тільки дивився на Мелашку. (Іван Нечуй-Левицький).
Якби його так намалювати, — сказали б: то не чоловік сидить, то — сам сум! (Панас Мирний).
Ліс ще дрімає, а з синім небом уже щось діється: воно то зблідне, наче від жаху, то спалахне сяйвом, немов од радощів. (Михайло Коцюбинський).
Як мала у тебе сила,
То з гуртом єднайся ти:
вкупі більше зробиш діла,
швидше дійдеш до мети. (Борис Грінченко).
Як і вони — я був щасливим:
Із теплих уст ловив слова,
Що казкою ставали, дивом,
В якому всесвіт ожива. (Олекса Ющенко).

## В англійській мові
В англійській мові двокрапка (англ. colon) вживається у таких випадках:
- Перед переліченими однорідними членами, яким передує узагальнене слово:
  - My sister finds all school subjects easy: French, history, maths, everything. (Моя сестра вважає легкими всі шкільні предмети: французьку мову, математику, історію та всі інші.). При цьому, двокрапка не вживається, якщо узагальнене слово стоїть після перелічених однорідних членів. У такому випадку ставиться тире.
- Перед другим реченням, якщо воно роз'яснює, розширює чи уточнює те, що було сказано у першому реченні:
  - His refusal did not surprise me: I had expected it. (Його відмова мене не здивувала: я чекав цього.)
- Після слів автора перед прямою мовою, яка являє собою довгий текст;
- Перед переліченням, яке подається списком:
  - Please, send the following items:
- birth certificate;
- passport;
- correct fee.
(Будь ласка, надішліть наступне:
- свідоцтво про народження;
- паспорт;
- необхідну суму грошей.
- Після слів, що вводять цитату:
  - In the words of Oscar Wilde: «I can resist anything except temptation.» (Як сказав Оскар Уайльд, «Я можу протистояти кому завгодно, крім спокуси»)
- У заголовках для відокремлення основного заголовка від підзаголовка.
  - Punctuation: Colon (Пунктуація: Двокрапка)